# 大嶺酒造
大嶺酒造株式会社（おおみねしゅぞう）は、山口県美祢市に本社および醸造所を置く日本酒の蔵元。

## 概要
元々は1822年（文政5年）創業の桶売りを主とする酒蔵であったが、経営難から1955年に蔵を閉じる。その後現在の代表者が同蔵の酒造免許を引き継ぐ形で2010年に別の酒蔵の設備を間借りして酒造を開始。「酒造界のしきたりにとらわれずにおいしいお酒をつくりたい」という思いのもとに造られた日本酒は、米粒のシルエットをモチーフとした特徴的なボトルデザインも相まって評判を呼ぶ。2013年にはダボス会議での日本政府主催の晩餐会で各国首脳に「Ohmine」が振る舞われたことも注目を集めた。
2018年にはカフェや直売所を併設した本社および自社酒蔵を秋吉台の麓、美祢市秋芳町別府の別府弁天池近くに建設。軟水でありながらカルシウムの数値が高い別府弁天池の「弁天の湧水」と同じ水脈を仕込み水として日本酒造りを行う。
2023年、335蔵1000銘柄が参加した世界最大級の日本酒品評会「SAKE COMPETITION 2023」において「Ohmine 2粒 火入れ 山田錦」 が純米大吟醸酒部門でGOLD（第1位）を世界一に輝く。
2024年7月、山口県美祢市の事業所増設計画を発表。日本酒の生産量や出荷機能の向上を図るとともに、自社独自の酵母菌の研究開発をおこなうラボ機能なども備わる新蔵が完成予定。

## 代表銘柄
- 2粒 火入れ 山田錦（精米歩合35%）
- 3粒 火入れ 山田錦（精米歩合50%）
- 3粒 夏のおとずれ（夏季限定品）
- 3粒 冬のおとずれ（冬季限定品）

「夏のおとずれ」「冬のおとずれ」のボトルデザインはイラストレーターのたなかみさきによるもの。